# Bogusław Musiatowicz
Bogusław Kazimierz Musiatowicz (ur. 22 marca 1939 w Słonimie, Kresy Wschodnie, zm. 10 grudnia 2024) – polski lekarz, specjalista w zakresie patomorfologii, profesor nauk medycznych, dziekan Wydziału Lekarskiego Akademii Medycznej w Białymstoku - AMB (1990–1996), prorektor AMB (1996–1999).

## Praca w Zakładzie Anatomii Patologicznej AMB
Studiował na Wydziale Lekarskim AMB. Dyplom lekarza otrzymał w 1963. Po ukończeniu stażu podyplomowego, podjął pracę w Zakładzie Anatomii Patologicznej AMB.
W 1967 uzyskał pierwszy stopień specjalizacji z zakresu patomorfologii, w 1971 drugi stopień a w 1976 – podspecjalność w zakresie patologii onkologicznej.
Stopień doktora nauk medycznych obronił w 1969 na podstawie rozprawy Badania aktywności fosfataz niespecyficznych w granulocytach świnek morskich poddanych działaniu cytostatyków i promieni X".
Jako adiunkt, kierował jedną z pracowni naukowo-diagnostycznych Zakładu Anatomii Patologicznej AMB. Zajmował się patomorfologią nowotworów, patomorfologią ostrego zapalenia trzustki i patomorfologią wątroby. 
W 1976 zastosował po raz pierwszy w regionie podlaskim biopsję aspiracyjną cienkoigłową w diagnostyce onkologicznej.  
Stopień doktora habilitowanego nauk medycznych uzyskał na podstawie dorobku naukowego i rozprawy Cienkoigłowa biopsja aspiracyjna łagodnej dysplazji gruczołu piersiowego w 1984.   
21 listopada 1996 otrzymał tytuł profesora nauk medycznych.   
Był autorem bądź współautorem ponad 150 prac naukowych opublikowanych w polskich i zagranicznych czasopismach. Promotor 8 rozpraw doktorskich.   
W latach 1995-2000 pełnił funkcję kierownika Zakładu Anatomii Patologicznej AMB (obecnie: Zakład Patomorfologii Lekarskiej na Wydziale Lekarskim z Oddziałem Stomatologii i Oddziałem Nauczania w Języku Angielskim Uniwersytetu Medycznego w Białymstoku).    
Prof. Musiatowicz odszedł na emeryturę w roku akademickim 2008/2009.   

## Funkcje pełnione na uczelni
- Prodziekan Wydziału Lekarskiego AMB (1987-1990)[8];
- Dziekan Wydziału Lekarskiego AMB (1990-1996)[8];
- Prorektor ds. Studenckich AMB (1996-1999)[8].

## Zajęcia poza uczelnią
- Konsultant wojewódzki ds. patomorfologii[6];
- Polskie Towarzystwo Patologów – przewodniczący Oddziału Białostockiego (1998-2001)[2];
- Polskie Towarzystwo Patologów – Członek Honorowy (2013)[2].

## Wyróżnienia i odznaczenia
- Odznaka ,,Za Wzorową Pracę w Służbie Zdrowia”[1];
- Złoty Krzyż Zasługi[1];
- Srebrny Krzyż Zasługi[1];
- Srebrna Odznaka ,,Zasłużony Białostocczyźnie[1]’’
- Wielokrotne Nagrody Rektora za Działalność Naukową i Dydaktyczną[3].